# S.O.S. (Lost)
S.O.S. este un episod al serialului de televiziune Lost, sezonul 2.